# 프레데리크 부스케
프레데리크 부스케(프랑스어: Frédérick Bousquet, 1981년 4월 8일 ~ )는 프랑스의 수영 선수이다. 2008년 베이징 올림픽에서 은메달을 수상했다. 50m 자유형 전 세계 기록 보유자이다.